# Bozcaada

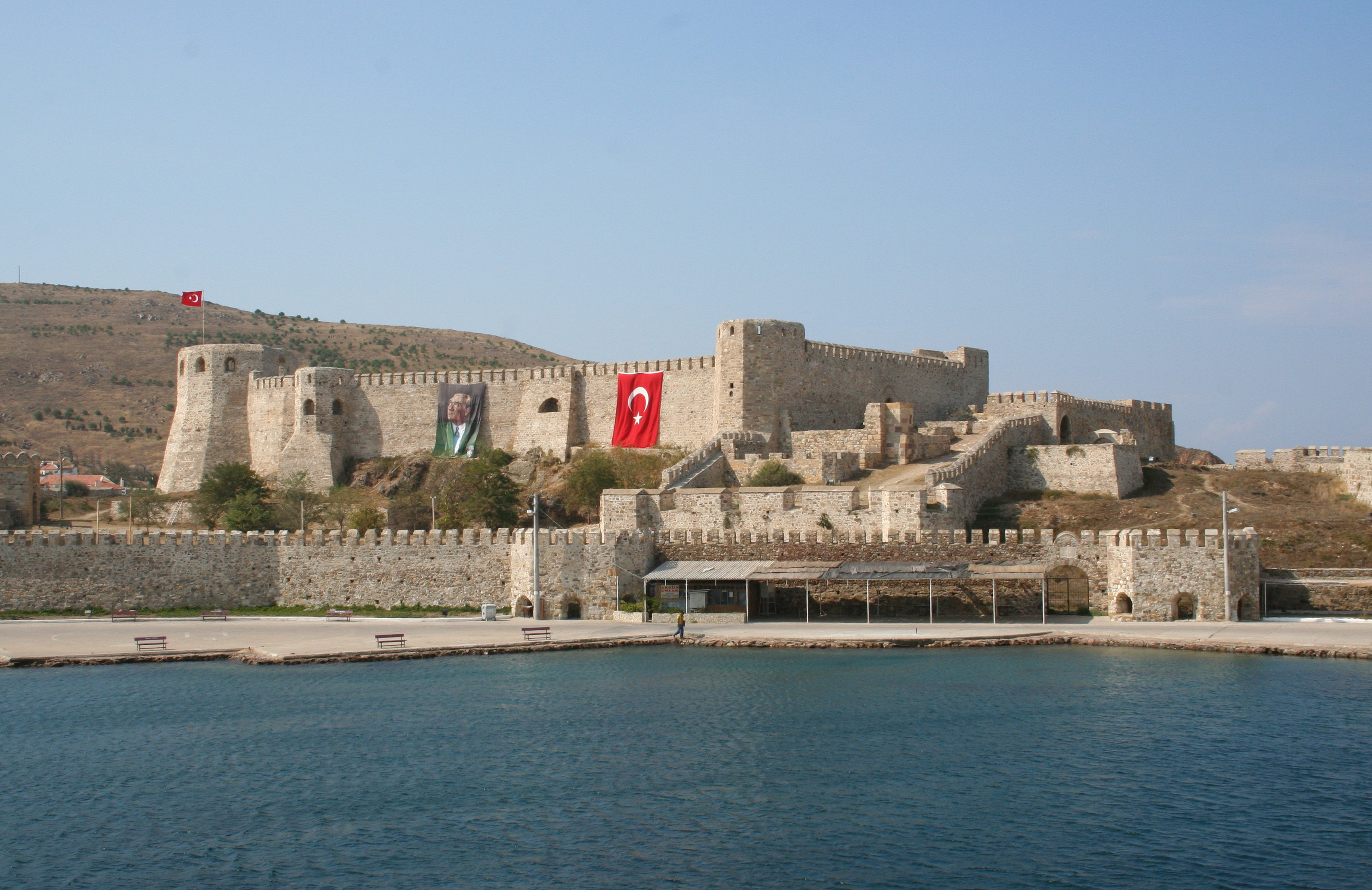
El castell venecià de Bozcaada

Bozcaada (turc), o Ténedos (Τένεδος en grec), és una illa a prop de l'entrada a l'estret dels Dardanels, al nord-est de la mar Egea. És de les poques illes d'aquesta mar pertanyents a Turquia, que en recupera la sobirania en virtut del tractat de Lausana del 1923, malgrat una població majoritàriament grecoparlant en aquell moment. Situada entre l'illa turca de Gökçeada (o Imbros) al nord i les illes gregues de Lemnos al nord-oest, Àgios Efstràtios al sud-oest i Lesbos al sud, pertany a la província de Çanakkale.
La capital és la petita vila de Bozcaada, a la costa est, on hi destaca un antic castell venecià. La màxima altitud és el Göztepe (191 m), literalment el "turó de l'Ull".
Té 36 km² i uns 2.500 habitants, dedicats majoritàriament a la pesca i el turisme. El raïm, el vi i les roselles de Ténedos han estat famosos durant segles. La població és de majoria turca, però encara queda un centenar de grecs a l'illa.

## Història antiga
Situada a la costa de l'antiga Troade, hom l'ha conegut pels noms de Lecofris, Calidna, Fenice o Lirnessos i després fou anomenada Ténedos suposadament per Tenes, fill de Cicne. L'illa tenia només una ciutat, de nom també Ténedos, fundada pels eolis, amb el port de Boréion. Tenia un temple dedicat a Apol·lo. Les lleis insulars eren molt respectades pels mateixos illencs i per altres grecs. Aristàgores de Milet fou cap magistrat de l'illa.
Durant la invasió persa fou ocupada temporalment. En la guerra del Peloponès fou aliada d'Atenes, i li pagava un tribut de 3.426 dracmes l'any. El 389 aC l'illa fou assolada pels espartans com a represàlia per la seva fidelitat a Atenes. Per l'anomenada pau d'Antalcides l'illa fou cedida a Pèrsia, tot i que va mantenir encara relacions intenses amb Atenes. Va recuperar la llibertat amb Alexandre el Gran. Va caure en mans de Farnabaces però els illencs es van revoltar i es van fer altre cop independents. Durant la guerra de Macedònia contra Roma, fou un punt estratègic. Lucul·le va lliurar en aigües de Tènedos una batalla contra Mitridates VI del Pont. Progressivament va perdre importància i vers el final de la República es va posar sota el protectorat de la ciutat d'Alexandria Troas. S'hi va mantenir sense continuar decaient durant l'Imperi. Justinià I hi va construir uns graners per recollir el blat que arribava d'Egipte en la seva ruta cap a Constantinoble.

## Història moderna

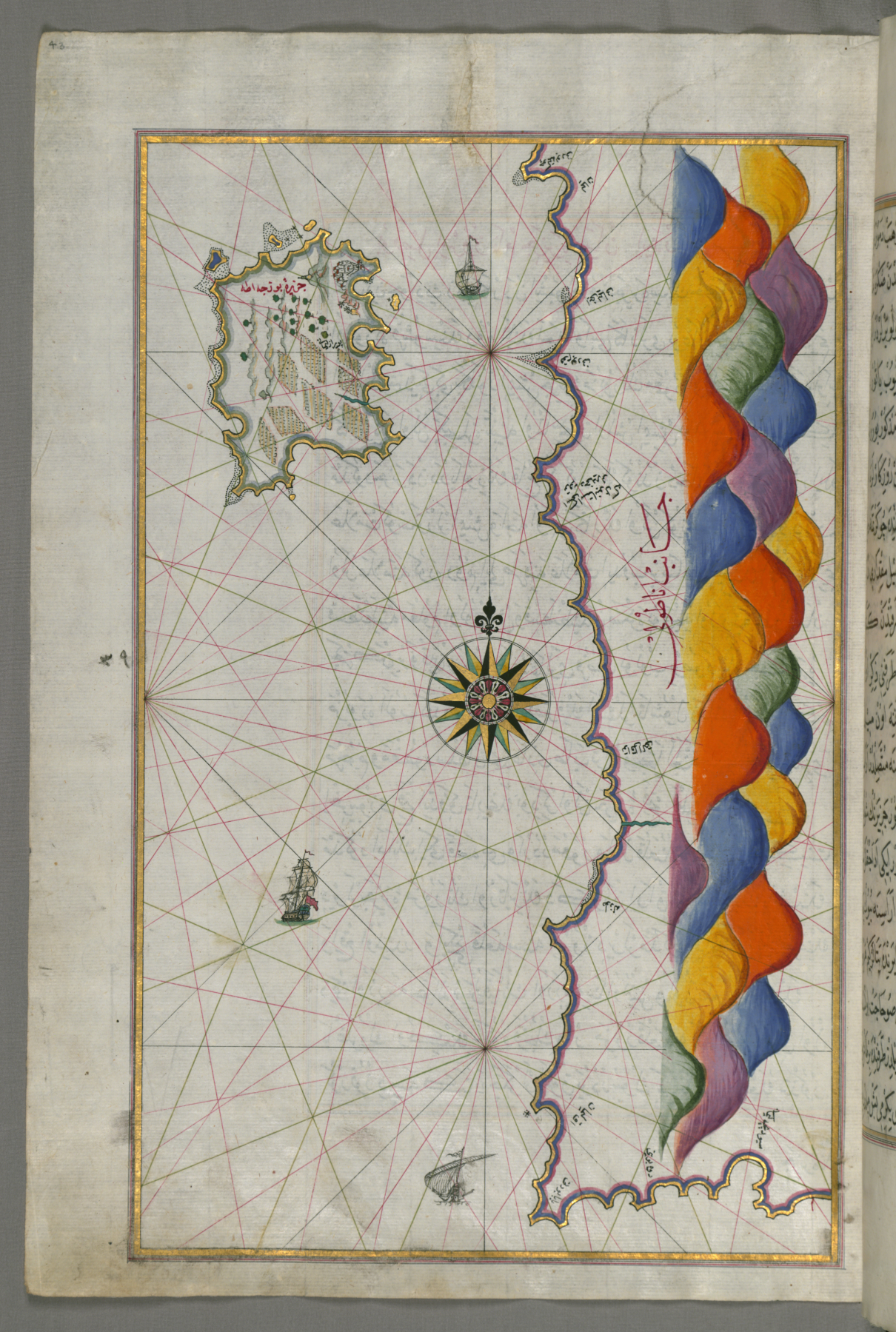
Piri Reis - Mapa de l'illa de Bozjah davant la costa d'Anatòlia.

El 1353 fou refugi de Joan V Paleòleg en la guerra civil contra Joan VI Cantacuzè. El 1362 els venecians van oferir pagar el deute de l'emperador a canvi de Tènedos però Joan V va refusar cedir una illa que li havia estat especialment lleial. El 1370, amenaçat pels deutes va haver d'accedir a la cessió; però el seu fill Andrònic, regent a Constantinoble, es va negar a entregar-la i finalment el segon fill Manel va pagar als creditors. El 1376 Joan V la va tornar a vendre a la República de Venècia però mentre els genovesos van alliberar al seu fill Andrònic (empresonat per haver-se rebel·lat) i el van proclamar emperador com Andrònic IV Paleòleg. Aquest va vendre l'illa als genovesos però la guarnició de l'illa va refusar obeir i va entregar Tènedos als venecians. Això va provocar la guerra de Chioggia entre Joan V i Venècia d'un costat i Andrònic IV i Gènova de l'altra. Per la Pau de Torí de 1381 que tancava la Guerra de Chioggia l'illa va quedar desmilitaritzada i deshabitada; els seus habitants foren transportats a Creta i Eubea. El 1401 Clavijo va visitar l'illa que romania deshabitada. El 1437 la va visitar Pere Tafur i la va trobar igualment deshabitada.
Algun temps després, a la meitat del segle, s'informà que era utilitzada pels otomans per abastir-se i els venecians hi van enviar forces però l'almirall Mahmud Pasha els va expulsar el 1464. L'illa fou repoblada. Ewliya Celebi la va visitar al segle xvi i diu que el vi de l'illa era el millor del món; els otomans van reconstruir el castell. En aquest segle l'illa ja apareix als mapes com Bozcaada.
El juliol de 1656 els venecians la van ocupar però només la van conservar un any. Durant la guerra russoturca fou ocupada pels russos que la van fer servir de base però la van abandonar al final de la guerra
El 1912 a la guerra dels Balcans, fou ocupada per Grècia però l'acord de Londres la va retornar als otomans (1913); no obstant abans d'entregar-la, va esclatar la guerra (I Guerra Mundial) i Grècia la va conservar de fet. Fou cedida a Grècia junt amb Imbros pel tractat de Sevres de 1920 (que establia que les dues illes quedarien desmilitaritzades), però el tractat de Lausana de 1923 les va retornar a Turquia, si bé amb autonomia local, i amb la policia obligatòriament reclutada a les illes; aquests acords foren declarats inalienables per lleis o decrets turcs i només es podien modificar per la Lliga de Nacions, però els turcs va revocar unilateralment l'autonomia i van violar el tractat el 17 de febrer de 1926.